# Mańkowski-Palais Krakau

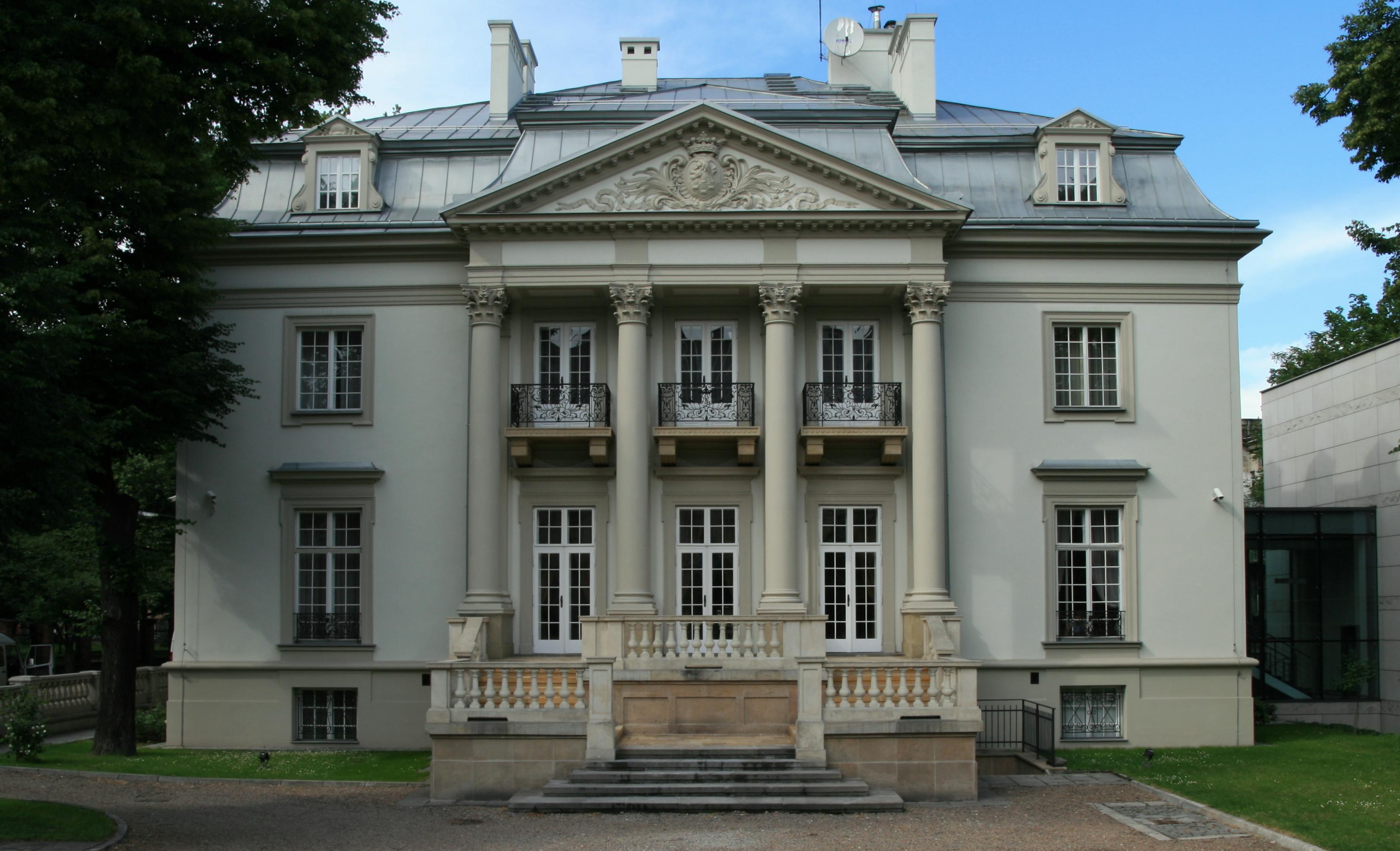
Gartenseite des Mańkowski-Palais in Krakau (Aufnahme von 2009)

Das Mańkowski-Palais (polnisch Pałac Mańkowskich) in Krakau (Woiwodschaft Kleinpolen) ist ein Palais, das von Władysław Kaczmarski, Józef Sowiński und Emanuel Świeykowski für Leon Mańkowski erbaut wurde. 

## Lage und Beschreibung
Das Gebäude liegt im Stadtteil Wesoła, der sich unmittelbar östlich der Krakauer Altstadt anschließt, am Strzelecki-Park.

## Geschichte
Das Gebäude wurde für die Adelsfamilie Mańkowski von 1901 bis 1903 im Stil der Neoklassik erbaut. Nach dem Zweiten Weltkrieg wurde diese enteignet und von 1950 bis 1990 befand sich in dem Palais das Krakauer Lenin-Museum. Dieses wurde 1990 aufgelöst und das Palais der Familie Mańkowski zurückgegeben. Heute befindet sich hier das Verwaltungsgericht Krakau.